# The Last Show
The Last Show – album na żywo Elvisa Presleya, składający się z ostatniego koncertu z 26 czerwca 1977 w Indianapolis, stan Indiana w nieistniejącym już audytorium) jaki Elvis dał niecałe dwa miesiące przed swoją śmiercią 16 sierpnia 1977 r. Wydany w 1995 roku.

## Lista utworów
1. „2001 Theme”
2. „C.C. Rider”
3. „I Got a Woman – Amen”
4. „Love Me”
5. „Fairy Tale”
6. „You Gave Me a Mountain”
7. „Jailhouse Rock”
8. „It’s Now or Never”
9. „Little Sister”
10. „Teddy Bear
11. „Don’t Be Cruel”
12. „Please Release Me”
13. „I Can’t Stop Loving You”
14. „Bridge Over Trouble Water”
15. „Early Morning Rain
16. „What’d I Say”
17. „Johnny B. Goode
18. „Hurt”
19. „Hound Dog”
20. „Can’t Help Falling in Love”
21. „Closing Vamp"